# Avèze (Gard)
Avèze – miejscowość i gmina we Francji, w regionie Oksytania, w departamencie Gard.
Według danych na rok 1990 gminę zamieszkiwało 965 osób, a gęstość zaludnienia wynosiła 233 osoby/km² (wśród 1545 gmin Langwedocji-Roussillon Avèze plasuje się na 351. miejscu pod względem liczby ludności, natomiast pod względem powierzchni na miejscu 1051.).